# Svenska mästerskapen i fälttävlan 1985
Svenska mästerskapen i fälttävlan 1985 avgjordes i Alingsås . Tävlingen var den 35:e upplagan av Svenska mästerskapen i fälttävlan.

## Resultat
| Placering | Ryttare           | Häst         |
| --------- | ----------------- | ------------ |
| 1         | ke Lindberg       | Dry Martini  |
| 2         | Lars Christensson | Gould Friend |
| 3         | Leona Nilsson     | Premiere     |